# Пурпурова Корова! Як створити незабутній продукт
Пурпурова Корова! Як створити незабутній продукт (англ. Purple Cow, New Edition: Transform Your Business by Being Remarkable — Includes new bonus chapter) — книга Сета Ґодіна, вперше вийшла видавництвом «Portfolio Hardcover» у Великій Британії 12 травня 2013 р. Українською мовою перекладено та опубліковано у 2018 році видавництвом «Наш формат» (перекладач — Зорина Корабліна).

## Огляд книги
Книга складається з тверджень і прикладів. Аргументуються припущення, що зараз реклама є менш ефективною, ніж вона була, і що єдиний спосіб привернути увагу на ринку — це не тільки продавати продукт унікальним способом, але й мати унікальний продукт для ринку.

Ґодін наводить приклади продуктів і маркетингових програм, які були унікальними, але вказує на те, що їх не можна копіювати без змін. Він каже:
|                                           | Сьогодні один надійний спосіб досягти невдачі – бути нудним. Твій шанс на успіх має бути унікальнимОригінальний текст (англ.) Today, the one sure way to fail is to be boring. Your one chance for success is to be remarkable |
| — Seth Godin, In Praise of the Purple Cow | |

Книга закінчується контрольним переліком десяти пунктів, який визначає, як створити унікальний продукт.

### Основний зміст
Книга представляє особисту віру Сета Ґодіна про те, що креативна реклама сьогодні є менш ефективною через непривабливість та неприйняття реклами взагалі. Основна ідея книги: традиційний маркетинг більше не працює. Старе традиційне коло «купити рекламу — отримати замовлення — продати товар — купити рекламу…» у наш час вже не є ефективним. Рішення? Припинити рекламу та починати інновації. Те, що потрібно для створення вашого бренду, — це унікальний продукт чи послуга.

USA Today заявила, що ця книга «нагадує діловим людям про спрощений та справжній шлях до успіху: зробити хороший продукт».

Ця культова книга про інновації для маркетологів від автора бестселера Сета Ґодіна, має просте повідомлення — будьте унікальні! Він стверджує, що єдиним способом скоротити гіпербезлад продукту та реклами сьогодні є інновації, щось нове, унікальне і чудове — таке, як пурпурова корова.

Ґодін зазначає, що 80 % з 30 новітніх учасників 100 найменувань брендів Interbrand мають успіх не за рахунок передплаченої реклами, а за допомогою розповсюдження інформації про товар «з вуст в уста». Успішні бренди, такі як IKEA, Starbucks, SAP, Krispy Kreme, Jet Blue, Google, побудовані на унікальних продуктах, про які йдеться у книзі. Інноваційні мізки, а не рекламні та дистрибутивні м'язи — це те, що потрібно для успіху в маркетингу сьогодні.

### Маркетинг і продаж
Книга «Пурпурова корова» сама по собі продавалася за допомогою деяких методів, які Ґодін описує у своїй книзі. Перший розповсюджений наклад, з'явився в стилізованій коробці з-під молока і продавався за ціною лише за доставку та обробку замовлення. Обкладинка фіолетова і біла, а слова надруковані у бік. У перші два роки таким чином було продано понад 150.000 примірників.

## Переклади українською
- Сет Ґодін. Пурпурова Корова! Як створити незабутній продукт / пер. Зорина Корабліна. — К.: Наш Формат, 2018. — 168 с. — ISBN 978-617-7552-57-3.